# Christopher Monckton
Christopher Walter Monckton, 3. vikomt Monckton z Brenchley (* 14. února 1952) je britský politik, řečník, bývalý novinář a dědičný peer. Dříve byl členem Konzervativní strany, dnes je Monckton místopředseda UKIPu a to od června 2010. Sloužil v hlavní kanceláři Konzervativní strany a během 80. let pracoval ve sboru poradců Margaret Thatcherové. Také pracoval pro noviny The Universe, The Sunday Telegraph, Today a Evening Standard.
Monckton se stal známým v 90. letech díky svému vynálezu Eternity puzzle, matematického hlavolamu, u kterého nabízel odměnu milión liber tomu, kdo jej vyřeší jako první do čtyř let. V posledních letech se o něm začalo mluvit v souvislosti s jeho skeptickými názory ohledně antropogenního globálního oteplování.
Koncem května 2011 přijal Christopher Monckton pozvání Strany svobodných občanů a přijel do Prahy, kde se s projevem zúčastnil jejího sněmu, uspořádal přednášky na setkání klubu Reformy.cz a na Vysoké škole ekonomické a setkal se s prezidentem Václavem Klausem.
Českou republiku navštívil opět v září roku 2024, kdy přijal pozvání spolku K2. Během své třídenní návštěvy Prahy vystoupil na několika fórech s přednáškou Climate Change from a Thatcherite Perspective. V průběhu své návštěvy zavítal také do Institutu Václava Klause, kde se setkal s bývalým prezidentem Václavem Klausem.